# Titanattus novarai
Titanattus novarai là một loài nhện trong họ Salticidae.
Loài này thuộc chi Titanattus. Titanattus novarai được Lodovico di Caporiacco miêu tả năm 1955.